# Чепински говор
Чепинският говор е представител на родопските рупски говори. Обхваща редица селища в Чепинската котловина със смесено население (българи мюсюлмани и българи християни). Поради някои вторични особености, чепинският говор се дели на четири подговора:
- велинградски (бански) – говорен в Чепино (Баня), Каменица и Лъджене - трите квартала на Велинград
- костандовски – говорен в град Костандово
- ракитовски – в град Ракитово
- дорковски – в село Дорково

## Характеристики
- ê (не много широко) като застъпник на ѣ под ударение, обикновено е – без ударение: бềл, бềли, голềм, мềсто, децà, местà.
- Ясно изразена палаталност на съгласните, особено на предноезичните преградни т’ и д’, които в дорковския подговор са минали в съответните средноезични съгласни к’ и г’: зет’, пет’, брàк’а, грòзг’е, к’и (ти), к’ѝква (тиква), г’ѝгам (дигам).
- Единна членна форма: -от, -та, -то, -тê.
- Застъпването на старобългарски гласни ѫ, ъ, ь и ѧ е един от разграничаващите фактори на чепинските подговори.
  - велинградски – под ударение има ô (широко о), а без ударение – ạ (полуредуцирано а): зồп—зạбòт, мồш—мạжồт.
  - костандовски – под ударение има ô (широко о), а без ударение – у: зồп—зубồт, мồш—мужồт
  - ракитовски – под ударение има ô (широко о), а без ударение – а: зôп—забồт, мôш—мажồт, дôш—даждồт
  - дорковски – под ударение има a, а без ударение – ạ (полуредуцирано а): зап—зạбàт, маш—мạжàт